# Vitalii Sapylo
Vitalii Romanovych Sapylo (en ucraniano: Віталій Романович Сапило, 3 de septiembre de 2000 - 25 de febrero de 2022) fue un teniente y comandante de un pelotón de tanques en la 14° Brigada Mecanizada Separada. Participó en la Guerra Ruso-Ucraniana.

## Biografía
Sapylo nació en Sokílnyky En 2006-2017, estudió en la Escuela Secundaria No. 48 de Lviv, así como en la Escuela Especializada para Niños y Jóvenes de Lviv N° 4 e ingresó a la sección infantil del FC Karpaty Lviv. Fue invitado a unirse al FC Shakhtar Donetsk, pero abandonó su carrera en el futbol profesional por una lesión en la espalda e ingresó en la Academia Nacional de Fuerzas Terrestres Hetman Petro Sahaidachnyi en Leópolis en 2017, donde estudió en la Facultad de Aplicación de Fuerzas en Combate. Completó sus estudios en junio de 2021.
Como comandante de un pelotón de tanques, neutralizó treinta vehículos enemigos. Murió junto a otro soldado durante la noche del 25 de febrero de 2022, cerca de la frontera entre Ucrania y Bielorrusia, debido a un ataque aéreo. Un cohete lanzado desde un avión Su-25 ruso impactó directamente en su tanque.
Fue enterrado el 28 de febrero de 2022 en su ciudad natal. Le sobreviven sus padres, su hermano menor y sus abuelos.

## Condecoraciones
El 2 de marzo de 2022, se le concedió póstumamente el título de Héroe de Ucrania con la Orden de la Estrella de Oro por su valentía y heroísmo en defensa de la soberanía estatal y la integridad territorial de Ucrania, así como por su lealtad al juramento militar.